# Vlastimil Tusar
Vlastimil Tusar (Praga, 18 de octubre de 1880 – Berlín, 22 de marzo de 1924) fue un político checo, segundo jefe de Gobierno de la república checoslovaca.

## Biografía
Nacido el 18 de octubre de 1880 en Praga, en 1911 entró como parlamentario en el Reichsrat en las filas socialdemócratas. Fue el segundo primer ministro de la Primera República Checoslovaca, surgida de la desintegración del Imperio austrohúngaro, ocupando el cargo entre el 8 de julio de 1919 y el 15 de septiembre de 1920. Falleció el 22 de marzo de 1924 en Berlín.